# São Jorge (Rio Grande do Sul)
São Jorge est une municipalité brésilienne située dans l'État du Rio Grande do Sul.